# Christian Müller (Mediziner, 1921)
Christian Müller (* 11. August 1921 in Münsingen; † 29. März 2013 in Bern; heimatberechtigt ebenda) war ein Schweizer Psychiater. Er war über 25 Jahre Direktor der psychiatrischen Anstalt von Cery und Ordinarius für Psychiatrie an der Universität Lausanne. Müller war einer der frühen Psychiatrie-Reformer in der Schweiz.

## Leben

### Ausbildung
Christian Müller war der Sohn von Max Müller und dessen Frau Gertrud Müller-Adrian. Väterlicherseits stammt er aus einer alten Ärzte- und Theologenfamilie. Sein Grossvater war bereits Psychiater und sein Vater Max Müller war zuletzt Ordinarius für Psychiatrie an der Universität Bern.
Zu seinen Vorfahren gehörte der Apotheker Christian Müller, der 1838 von Deutschland in die Schweiz umsiedelte.
Nach dem Besuch der Primar- und Sekundarschule in Münsingen legte er 1940 auf dem Gymnasium in Bern seine Matura ab. Anschliessend studierte er Medizin in Genf und Bern, das er 1946 mit dem Staatsexamen abschloss. Bereits während des Studiums erfolgten mehrmonatige mobilisationsbedingte Unterbrechungen.
Seine medizinischen Praktika in Neurologie absolvierte er am Belgischen Neurologischen Institut in Brüssel und am Hôpital de la Salpêtrière in Paris. Im Herbst 1947 nahm er seine Tätigkeit als Assistenzarzt in der Klinik Burghölzli in Zürich unter Manfred Bleuler auf. Ab 1949 war er Assistenzarzt für Innere Medizin am Inselspital in Bern und veröffentlichte erste Publikationen zur psychosomatischen Problematik einer Diabetikerin. Nach dem Wechsel an die Poliklinik Zürich setzte er seine Ausbildung mit einer Analyse bei Ernst Blum fort.
1953 wurde er Oberarzt an der Psychiatrischen Klinik der Universität Lausanne unter Hans Steck und befasste sich intensiv mit der analytisch orientierten Psychotherapie von Schizophrenen. 1957 wurde er von Bleuler als Oberarzt nach Zürich geholt und 1959 wurde er mit der Arbeit Über das Senium der Schizophrenen habilitiert. 1960 bewarb er sich um den Lehrstuhl seines früheren Hans Steck in Lausanne. Dort wurde er 1961 zum Professor gewählt.

### Klinikdirektor
Er reformierte die Klinik, baute die Schule für Psychiatrieschwestern und -pfleger aus und veranlasste den Bau eines getrennten alterspsychiatrischen Zentrums.
Er führte ein mehrjähriges, vom Nationalfonds finanziertes Forschungsprogramm zu den Verläufen psychischer Krankheiten durch. Zusammen mit Luc Ciompi konnte er nachweisen, dass die bisherigen Verlaufszahlen zu korrigieren waren. Die Katamnesedauer für Schizophrenie in ihren Studien war die bisherig längste. Er wurde mehrfach aufgefordert, für Lehrstühle in Deutschland zu kandidieren und nahm 1975 einen Ruf nach Bern an, das er aber nach wenigen Tagen wegen unerfreulicher Erfahrungen mit der Gesundheitsdirektion wieder verliess und an den bisherigen Posten in Lausanne zurückkehrte.
Während mehrerer Jahre war er Mitherausgeber des Lehrbuchs Psychiatrie der Gegenwart sowie der Monographienreihe beim Springer-Verlag, Heidelberg. Er wurde von den Kantonsregierungen Freiburg, Solothurn, Luzern und Thurgau mit Gutachten zur Organisation ihrer psychiatrischen Institutionen beauftragt. Zur Ausbildung der Assistenten organisierte er erstmals in der Schweiz einen vierjährigen Kursus mit Kollegen aus den benachbarten Psychiatrieinstitutionen. 1963 wurde er Mitglied des Vorstands der Schweizerischen Akademie der Medizin. Von 1978 bis 1982 war er Mitglied des Vorstands der Internationalen Psychiatriegesellschaft und präsidierte in denselben Jahren die Gemeinschaft der Schweizerischen Chefärzte in Psychiatrie. Er war Mitglied der Redaktion des Schweizer Archivs für Neurologie und Psychiatrie, ferner der Zeitschrift Der Nervenarzt, und gründete zusammen mit Caspar Kulenkampff die Zeitschrift Sozialpsychiatrie. Ab 1968 war er Mitglied der Deutschen Akademie der Naturforscher Leopoldina und unternahm zahlreiche Reisen in die Deutsche Demokratische Republik. 1959 wurde er ordentliches Mitglied der Schweizerischen Gesellschaft für Psychoanalyse. Er war Ehrenmitglied der Schweizerischen Gesellschaft für Psychiatrie und Psychotherapie.

### Weiteres Leben
Nach seiner Emeritierung 1986 liess er sich am Neuenburgersee und in Bern nieder, wo er eine Praxis eröffnete und sich intensiv mit der Geschichte der Psychiatrie beschäftigte. Zusammen mit Urs Boschung und Frau Ammann gestaltete er das von Wolfgang Böker gegründete Schweizerische Psychiatrie-Museum Bern.
Christian Müller war seit 1947 mit Madeleine geb. Schaetti verheiratet und hatte mit ihr drei Kinder.
Seine Autographensammlung wird seit 2018 im Schweizerischen Literaturarchiv in Bern verwahrt.

## Auszeichnungen
1971 erhielt Christian Müller für seine Arbeit den Hermann-Simon-Preis und 1976 den Theodor-Nägeli-Preis. 1980 verlieh ihm die Universität Heidelberg ein Ehrendoktorat.

## Publikationen
Von über 200 Publikationen sollen folgende erwähnt werden:
- Über das Senium der Schizophrenen. Zugleich ein Beitrag zum Problem der schizophrenen Endzustände (= Bibliotheca psychiatrica et neurologica. Band 106). Karger, Basel 1959 (= Habilitationsschrift, Universität Zürich, 1959).
- Über Psychotherapie bei einem chronischen Schizophrenen. In: Psyche. Jg. 9 (1955), Ausgabe 18, S. 350–369 (online; PDF; 1,9 MB).
- Manuel de Gerontopsychiatrie. Masson, Paris 1959.
- Alterspsychiatrie. Thieme, Stuttgart 1967.
  - Französische Version: Manuel de géronto-psychiatrie. Masson, Paris 1969.
    - Überarbeitete Auflage (mit Jean Wertheimer): Psychogériatrie. Masson, Paris 1981.
- (Hrsg.) Lexikon der Psychiatrie: Gesammelte Abhandlungen der gebräuchlichsten psychopathologischen Begriffe. Springer, Berlin 1973, 2. Auflage 1986.
- (mit Luc Ciompi) Lebensweg und Alter der Schizophrenen. Springer, Heidelberg 1976.
- Die Entwicklung vom Grossspital zur gemeindenahen Psychiatrie. In: Der Nervenarzt. Jg. 47 (1976), S. 295–299.
- Psychiatrische institutionen. Ihre Möglichkeiten und Grenzen. Springer, Berlin 1981.
- Wandlung der Psychiatrischen Institutionen. In: Psychiatrie der Gegenwart. Band 2. Springer, Berlin 1989, S. 339–368.
- Die Gedanken werden handgreiflich. Springer, Berlin 1992, 2. Auflage 1994.
- Vom Tollhaus  zum Psychozentrum. Pressler, Hürtgenwald 1993.
- Portraits de psychiatres romands. Payot, Lausanne 1995.
- Wer hat die Geisteskranken von den Ketten befreit? Skizzen zur Psychiatriegeschichte. Edition das Narrenschiff, Bonn 1998.
- Etudes sur la psychotherapie des Psychoses. Harmattan, Paris 1998.
- Paul Dubois: Ein vergessener Psychotherapeut. Schwabe, Basel 2001.
- Verbrechensbekämpfung im Anstaltsstaat. Psychiatrie, Kriminologie und Strafrechtsreform in Deutschland 1871–1933. Vandenhoeck & Ruprecht, Göttingen 2004 (Dissertation, Universität Essen, 2002).
- Hermann Rorschach: Briefwechsel. Ausgewählt und hrsg. von Christian Müller und Rita Signer. Huber, Bern 2004.
- Abschied vom Irrenhaus. Aufsätze zur Psychiatriegeschichte. Huber, Bern 2005.
- Aufsätze zur Psychiatriegeschichte. Pressler, Hürtgenwald 2009.
- Die Drehmaschinen in der Geschichte der Psychiatrie. In: Gesnerus: Swiss Journal of the history of medicine and sciences. 55. Jahrgang 1998, Heft 1–2, S. 17 bis 32